# La Saison des orages
La Saison des orages (titre original : Sezon burz) est le sixième roman et le huitième volume de la série littéraire de fantasy Le Sorceleur, créée par l'écrivain Andrzej Sapkowski. Il est publié en Pologne en 2013 et en France en 2015, dans une traduction de Caroline Raszka-Dewez.

## Histoire
L'intrigue du roman se déroule entre plusieurs nouvelles du recueil Le Dernier Vœu ; Yennefer et Geralt de Riv ont fait connaissance plus d'un an auparavant, mais le Sorceleur n'a pas encore affronté la Strige. Confronté au vol de ses épées, il se voit happé dans une longue suite de mésaventures qui le mèneront à remplir un contrat pour le prince de Kerack.

## Éditions françaises
- La Saison des orages, Milady, 25 mai 2015, trad. Caroline Raszka-Dewez, 432 p.  (ISBN 9782811212995)